# Abe Jútaró
Abe Jútaró (Tokió, 1984. október 5. –) japán válogatott labdarúgó.

## A nemzeti válogatottban
A japán U20-as válogatott tagjaként vett részt a 2003-as ifjúsági labdarúgó-világbajnokságon.